# Rudolf Theilmann
Rudolf „Rudi“ Theilmann (* 3. April 1942 in Pforzheim) ist ein deutscher Kunsthistoriker und Jazz-Schlagzeuger.

## Leben
Rudolf Theilmann legte 1962 das Abitur am Kepler-Gymnasium Pforzheim ab und studierte anschließend Kunstgeschichte, Klassische Archäologie, Philosophie sowie Wirtschafts- und Sozialgeschichte an der Universität Heidelberg. 1971 wurde er bei Ewald M. Vetter mit einer Arbeit über „Johann Wilhelm Schirmers Karlsruher Schule“ promoviert. Seit 1971 war er als wissenschaftlicher Mitarbeiter an der Staatlichen Kunsthalle Karlsruhe tätig. Von 1998 bis zu seinem Ruhestand 2002 war er Leiter des dortigen Kupferstichkabinetts. Auch baute er das „Archiv badischer Künstler“ in der Staatlichen Kunsthalle Karlsruhe auf.
Daneben ist Theilmann bereits seit 1959 als Schlagzeuger tätig. Zunächst spielte er Oldtime Jazz bei den Delta Rhythm Kings (Schallplattenaufnahme 1960), wechselte aber rasch zum Hard Bop. Ab 1965 spielte er im Modern Jazz Quintett Karlsruhe (mit u. a. Herbert Joos, Wilfried Eichhorn, Helmut Zimmer, Claus Bühler), mit dem er einen eigenen Zugang zum Free Jazz fand, 1969 einen ersten Preis auf dem Amateur Jazz Festival Zürich erhielt und 1970 auf dem Jazzfestival Frankfurt auftrat. Die mit dieser Gruppe eingespielten Schallplatten erhielten „seitens der Fachpresse durchweg höchstens Lob.“ Ab 1972 war er Mitglied der daraus hervorgegangenen Gruppe Fourmenonly, die bis 1977 bestand und weitere zwei Platten aufnahm. Danach spielte er in verschiedenen Ensembles und wendete sich der Improvisationsmusik zu. Ab 1984 musizierte er zusammen mit Helmut Bieler-Wendt im Quartett DFTh+HB-W. Mit Bieler-Wendt bildete er ab 1994 ein Duo (Buch/CD Freispiel, 2000). Im Auftrag des Goethe-Instituts gastierte er in Ägypten, Griechenland, im Libanon und auf Zypern. In Karlsruhe gehörte er zu den Gründern des Jazzclubs, dessen Programmgestalter er von 1983 bis 2007 war.

## Veröffentlichungen (Auswahl)
- Johann Wilhelm Schirmers Karlsruher Schule. Dissertation Heidelberg 1971 (mit Lebenslauf).
- mit Edith Ammann: Die deutschen Zeichnungen des 19. Jahrhunderts. Staatliche Kunsthalle Karlsruhe. Müller, Karlsruhe 1978, ISBN 3-7880-9580-6.
- Joseph August Beringer: Badische Malerei 1770–1920. Mit Vorwort und einem biographisch-bibliographischen Anhang von Rudolf Theilmann. Karlsruhe 1979.
- Gustav Kampmann: 1859–1917. Zeichnungen aus dem Kupferstichkabinett der Staatlichen Kunsthalle Karlsruhe. Staatliche Kunsthalle Karlsruhe, Karlsruhe 1994, ISBN 3-925212-27-2.
- Grossherzogliche Lieblingspromenaden. Johann Wilhelm Schirmers fünf Ansichten aus der Umgebung von Baden-Baden. Staatliche Kunsthalle Karlsruhe, Karlsruhe 1999, ISBN 3-925212-45-0.

## Diskografie (Auszug)
- 1988: …Beyond The Blue; Musikverlag H. Burger & M. Müller; Rudolf Theilmann, Helmut Bieler-Wendt, Johannes Frisch, Helmut Dinkel.
- 1991: Infrarot; Chef Records; Rudolf Theilmann, Helmut Bieler-Wendt, Johannes Frisch, Helmut Dinkel, Heinz-Erich Gödecke.
- 2000: Freispiel; MusiCirkus; Rudolf Theilmann, Helmut Bieler-Wendt.